# بخش کلیموفسکی
بخش کلیموفسکی (به لاتین: Klimovsky District) یک منطقهٔ مسکونی در روسیه است که در استان بریانسک واقع شده‌است.